# Erioptera ebenina
Erioptera ebenina là một loài ruồi trong họ Limoniidae. Chúng phân bố ở miền Tân bắc.